# 巴黎大清真寺
巴黎大清真寺（法語：Grande Mosquée de Paris、阿拉伯语：‎），位于巴黎第五区，是法国最大清真寺、欧洲第二大清真寺。它兴建于第一次世界大战之后，法国以此感激来自法国殖民地的穆斯林军人与德国作战。这座清真寺为穆德哈尔风格，其宣礼塔高33米。1926年7月15日，加斯东·杜梅格总统为其揭幕，阿尔及利亚苏非派领袖艾哈迈德·阿拉维（1869–1934）带领了开幕典礼上的第一次公共祈祷。现任教长为“穆夫提”鲍巴克尔。
清真寺每天上午 9:00 至下午 6:00 开放。周二晚上 9:00 除外直到晚上 7:00。

## 图片

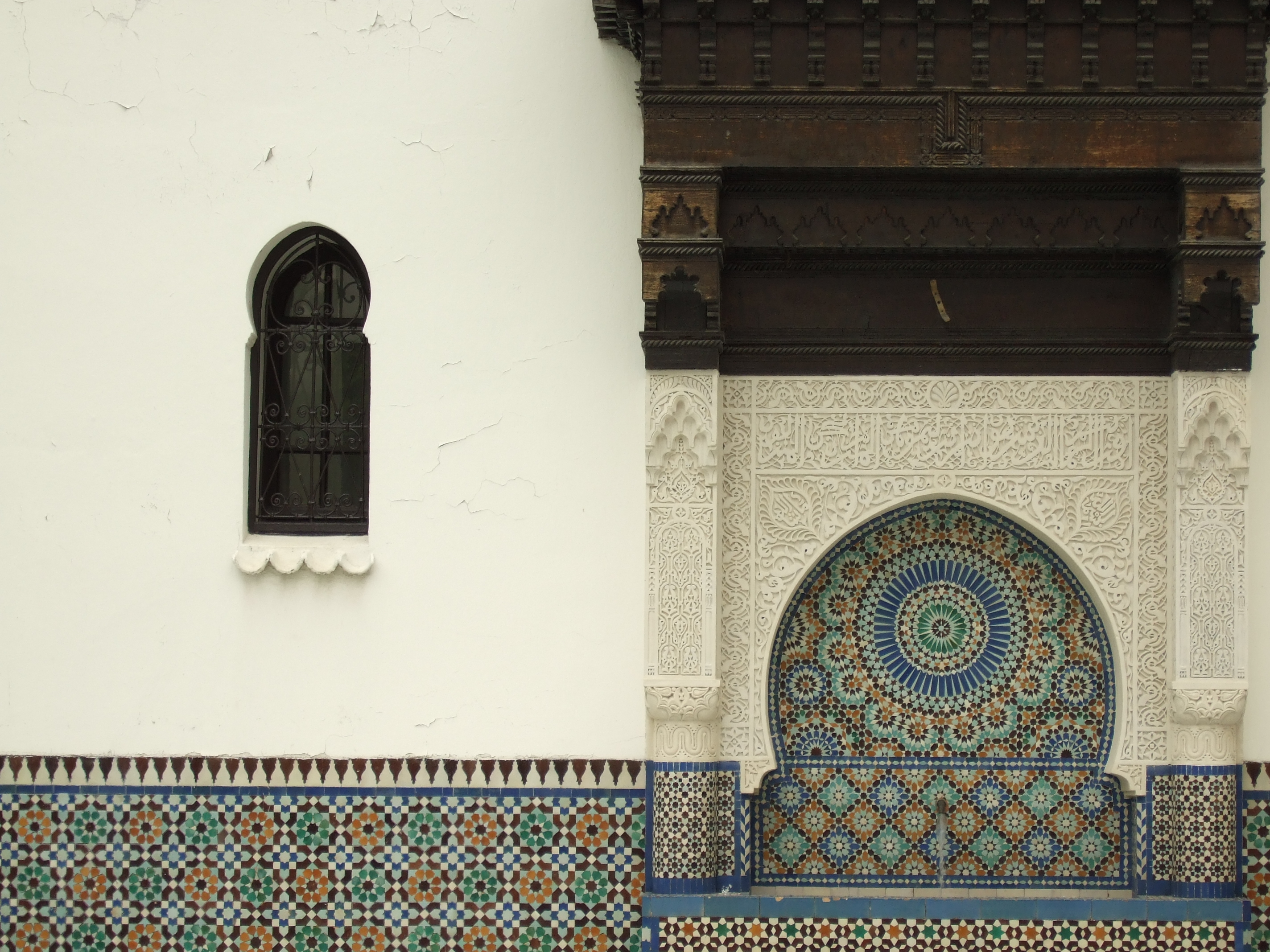
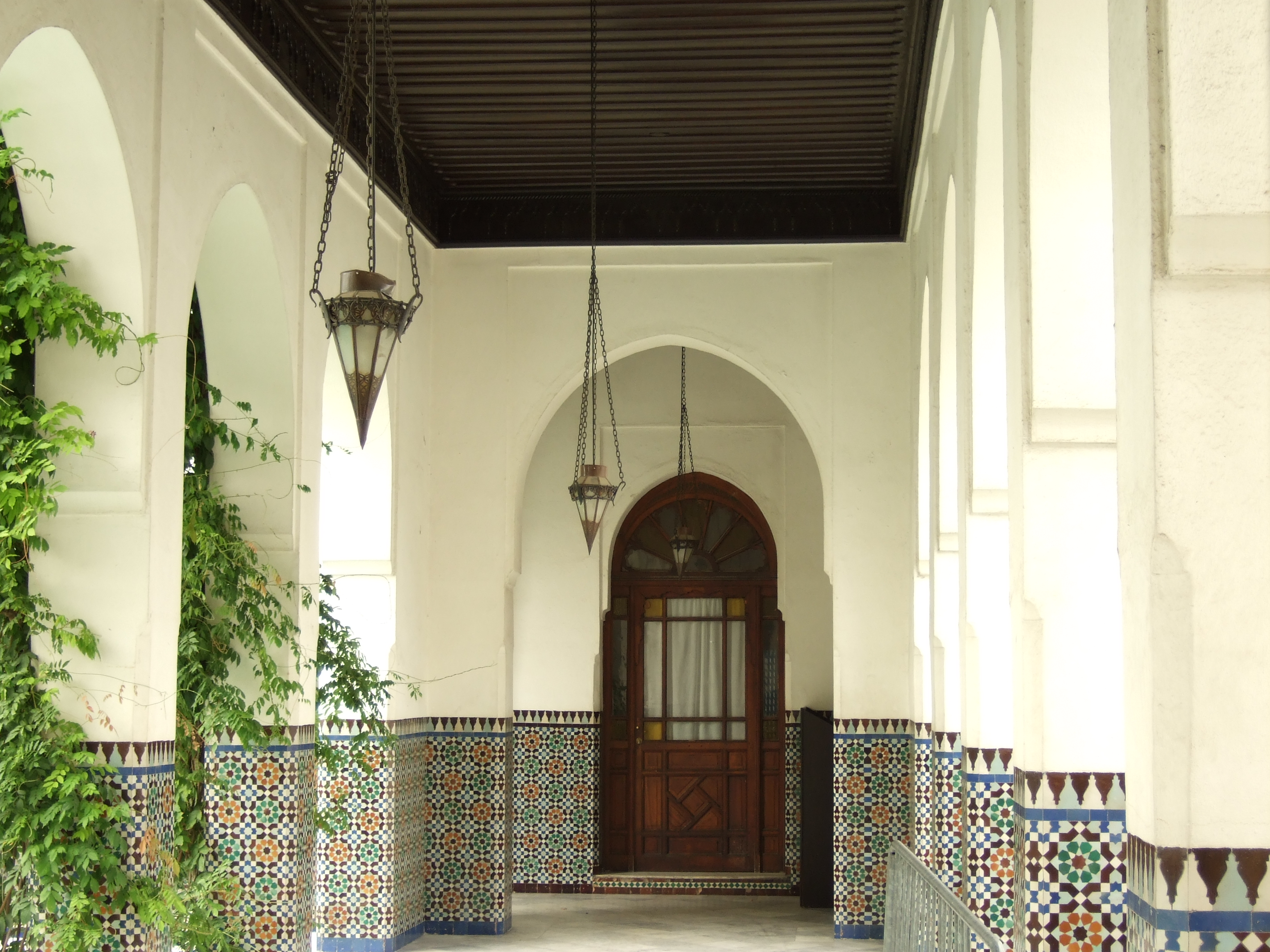
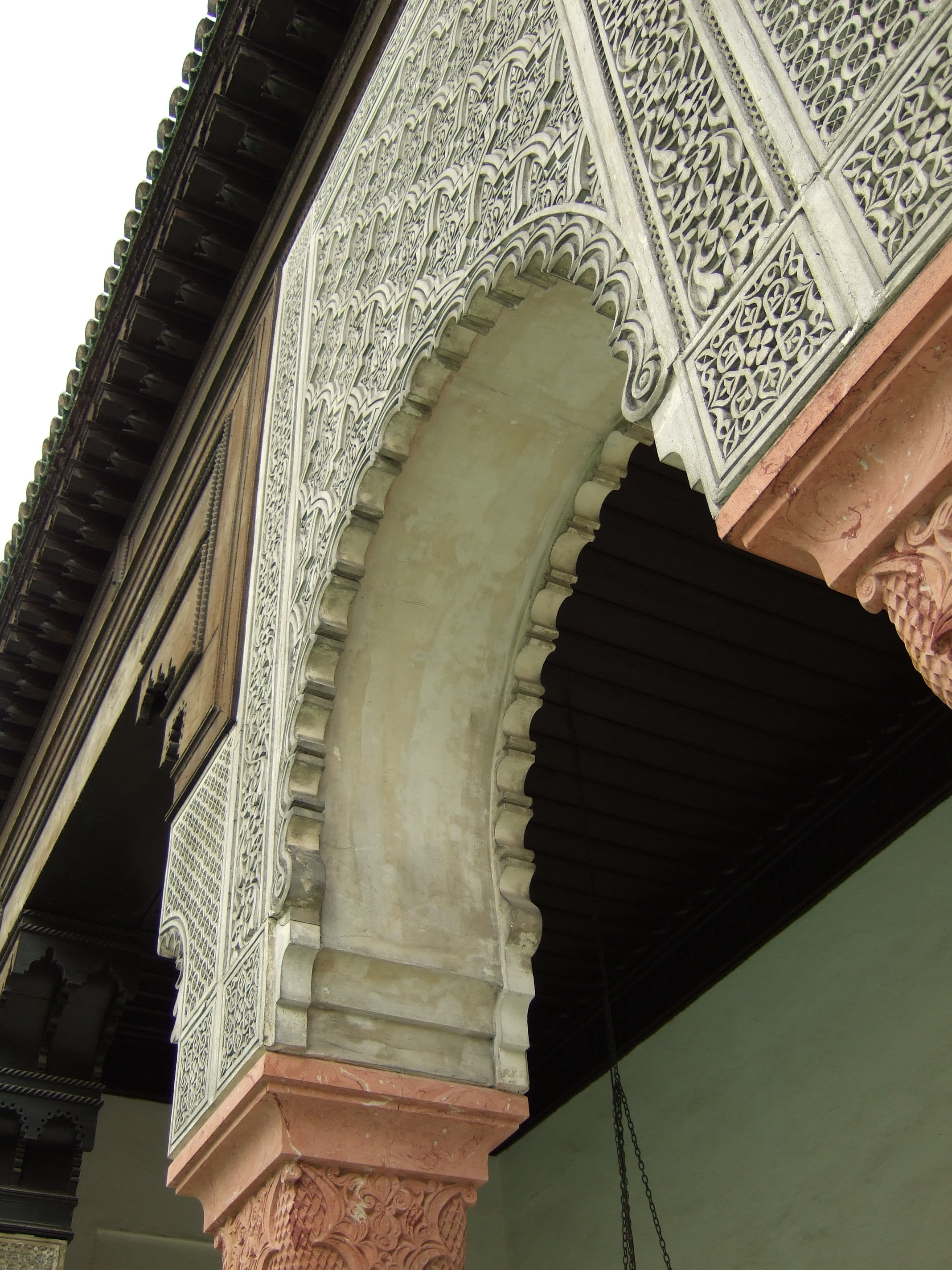
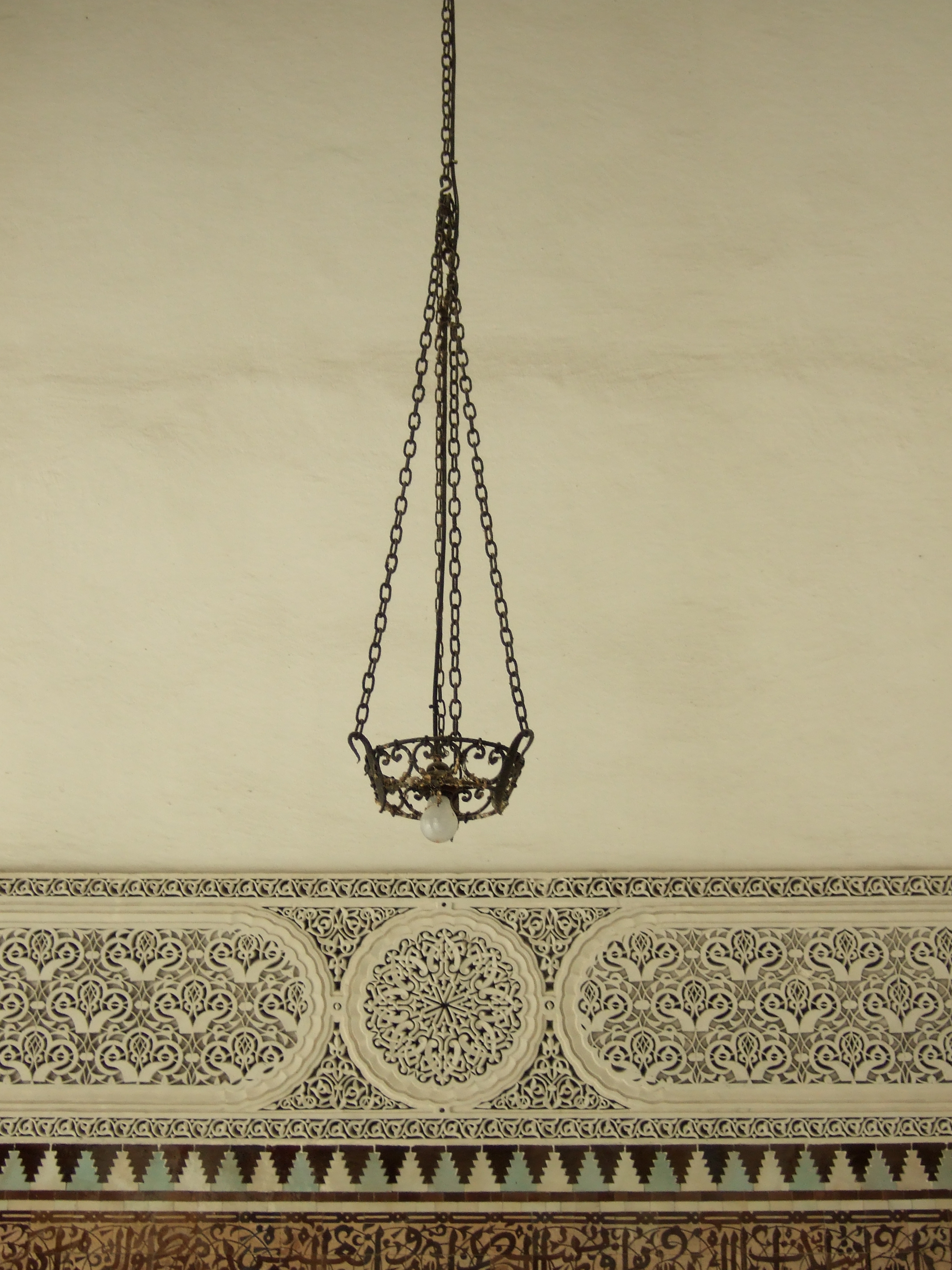
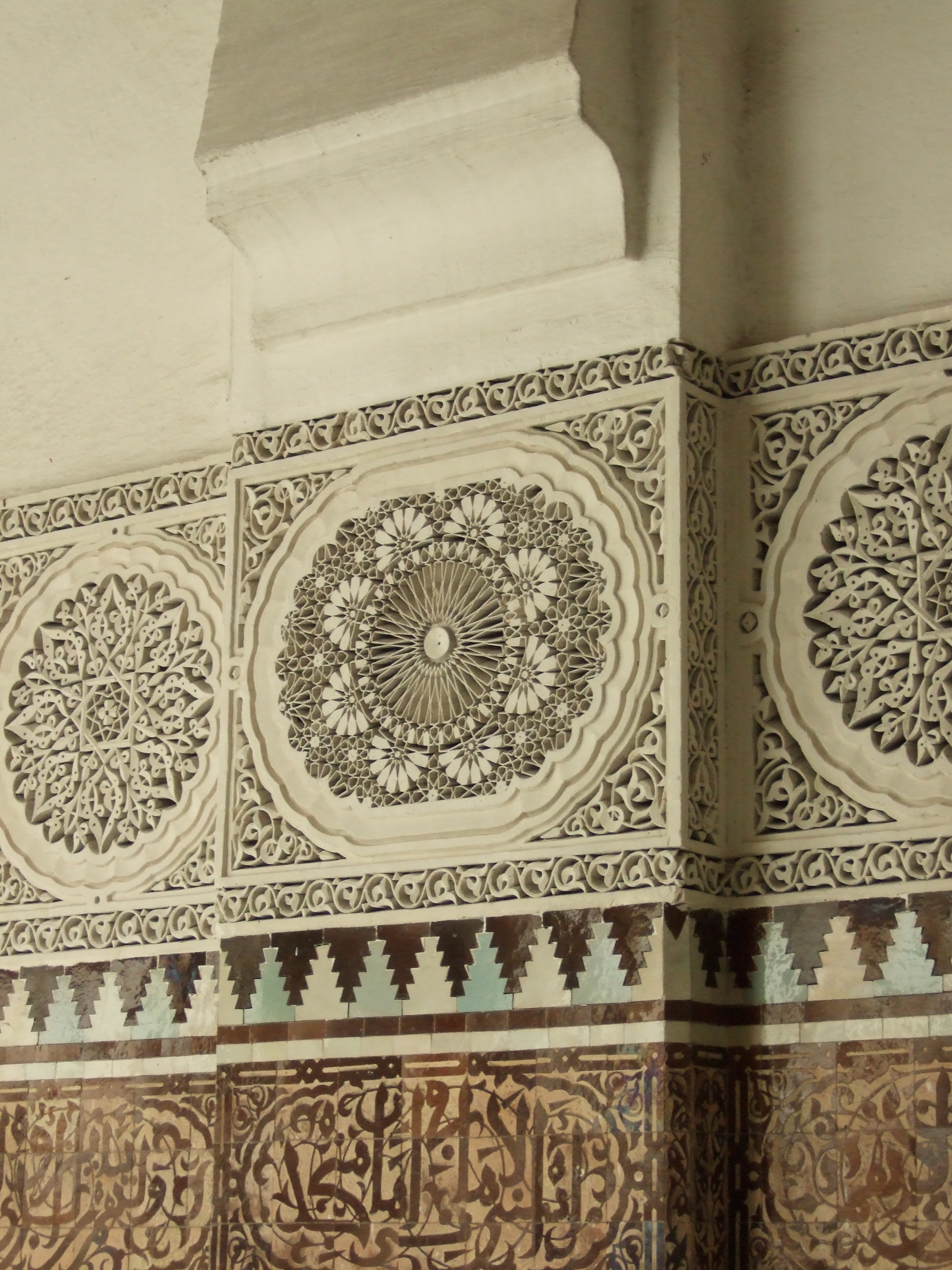
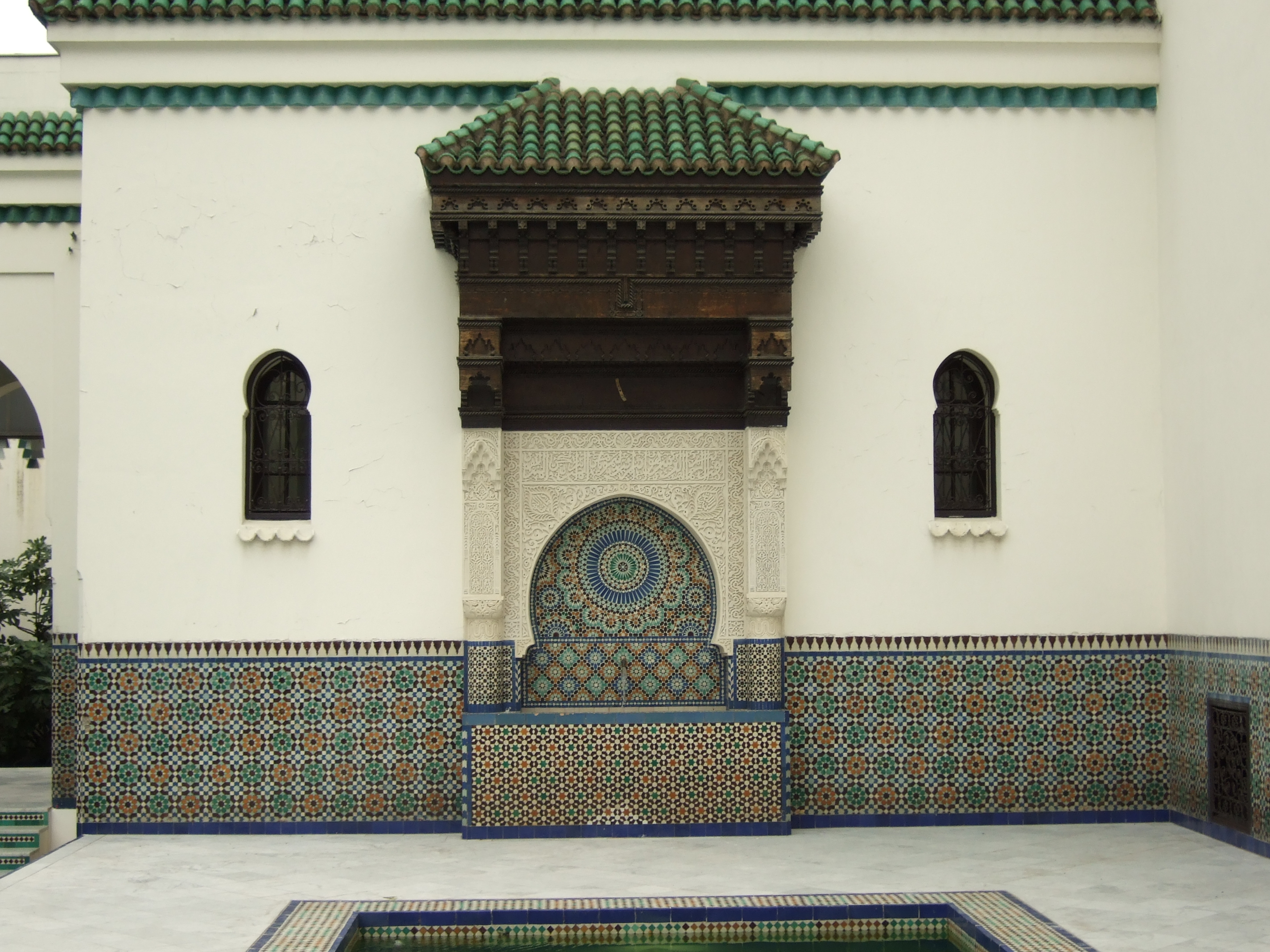
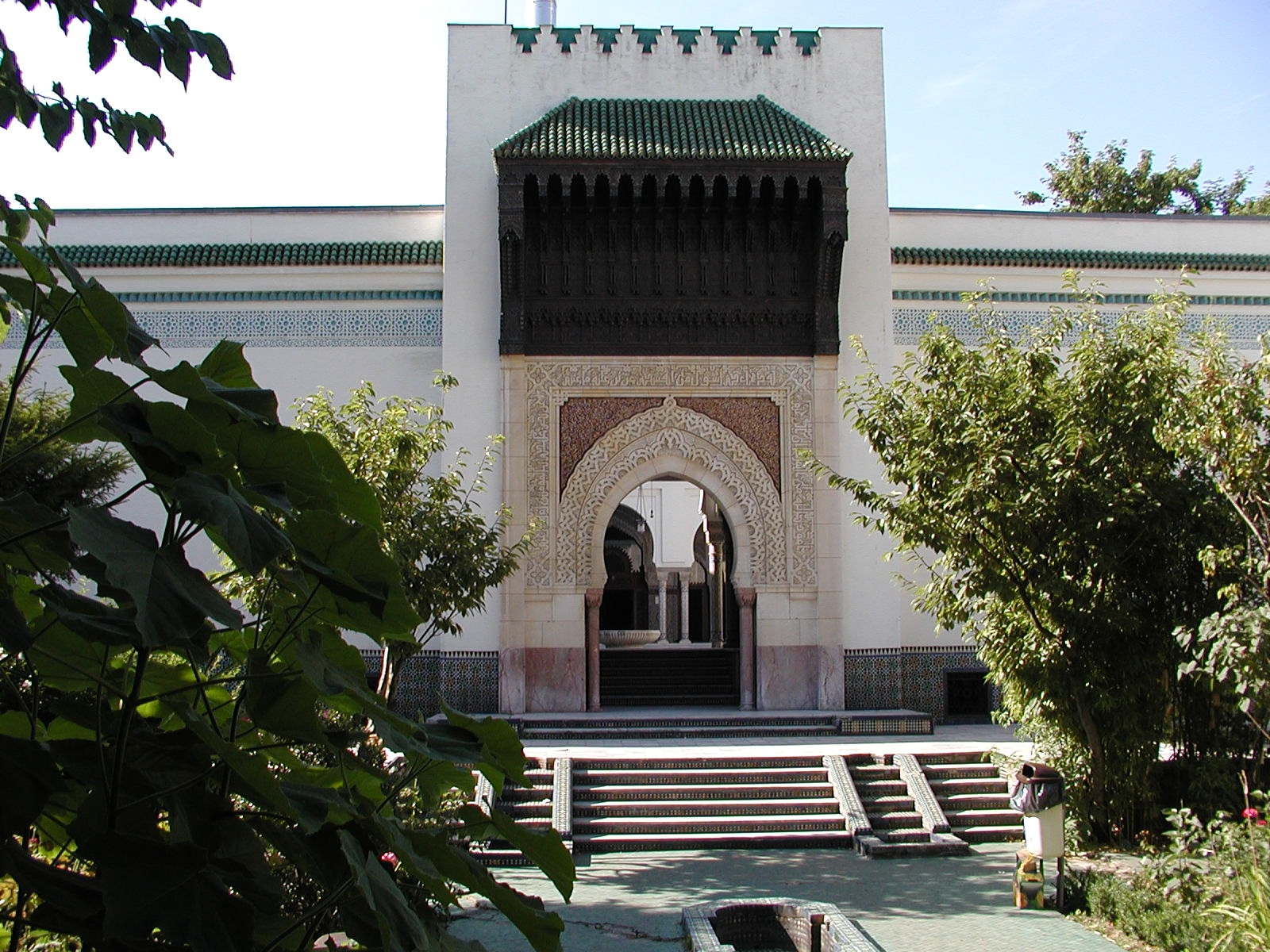
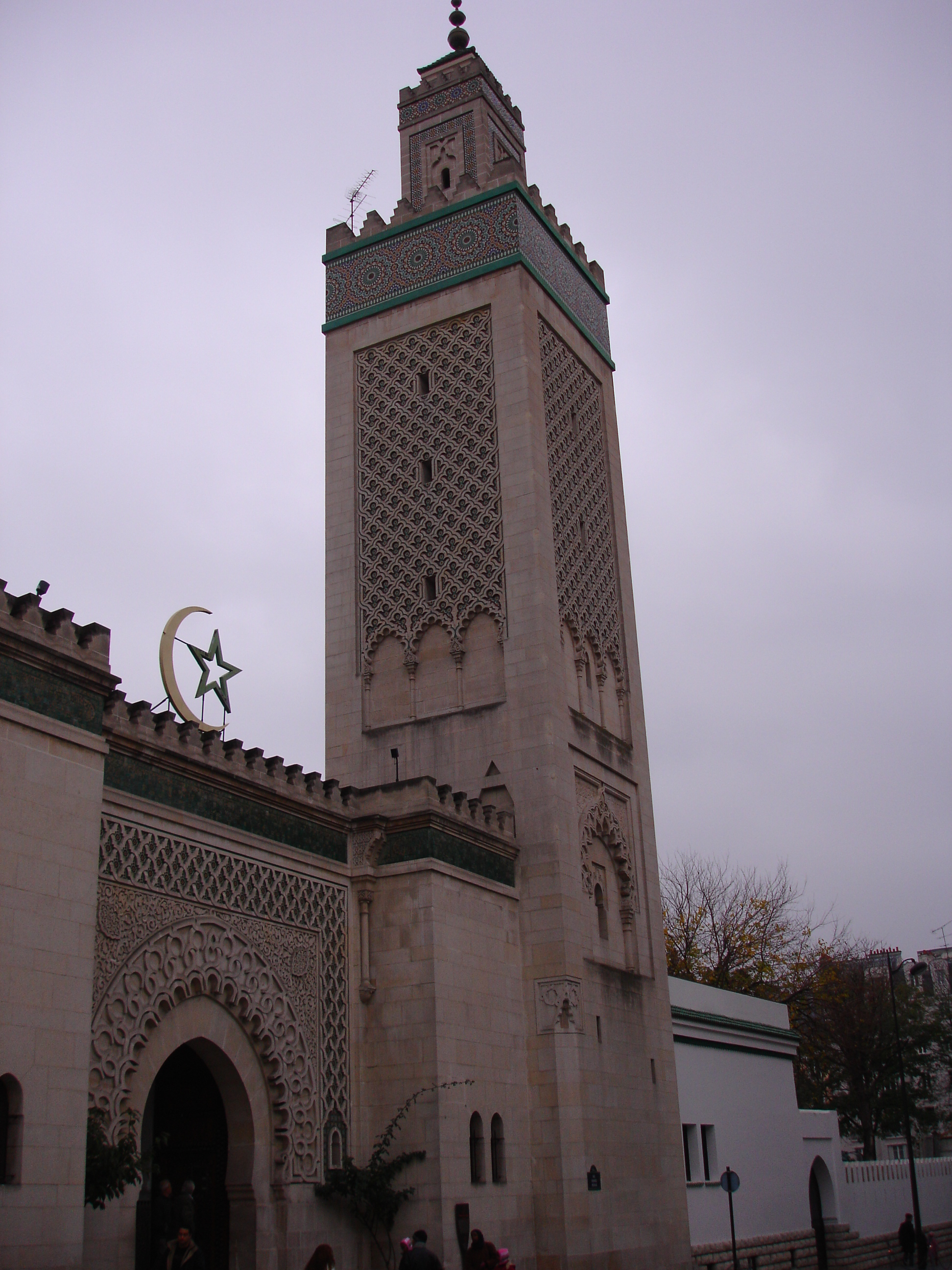
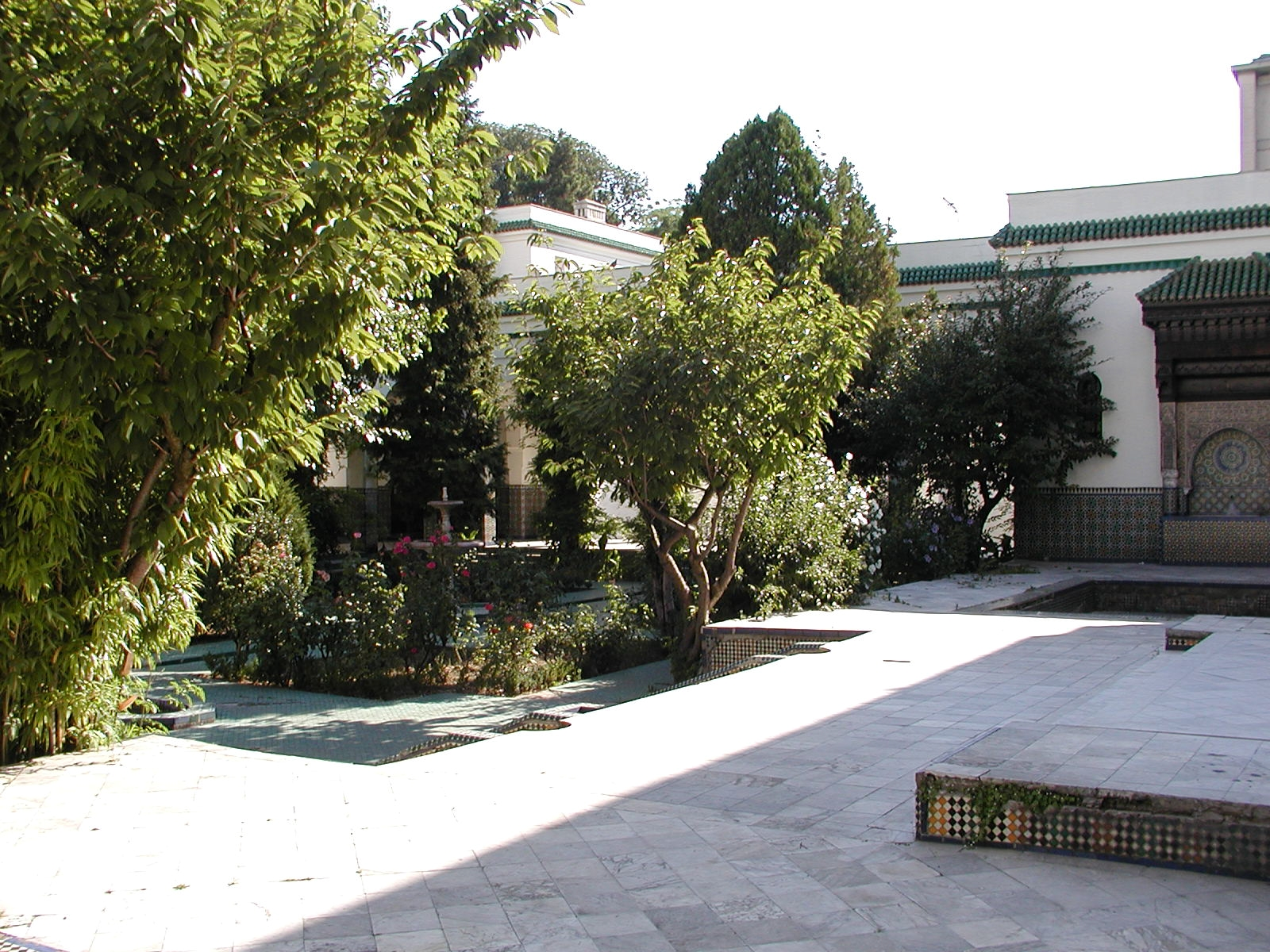
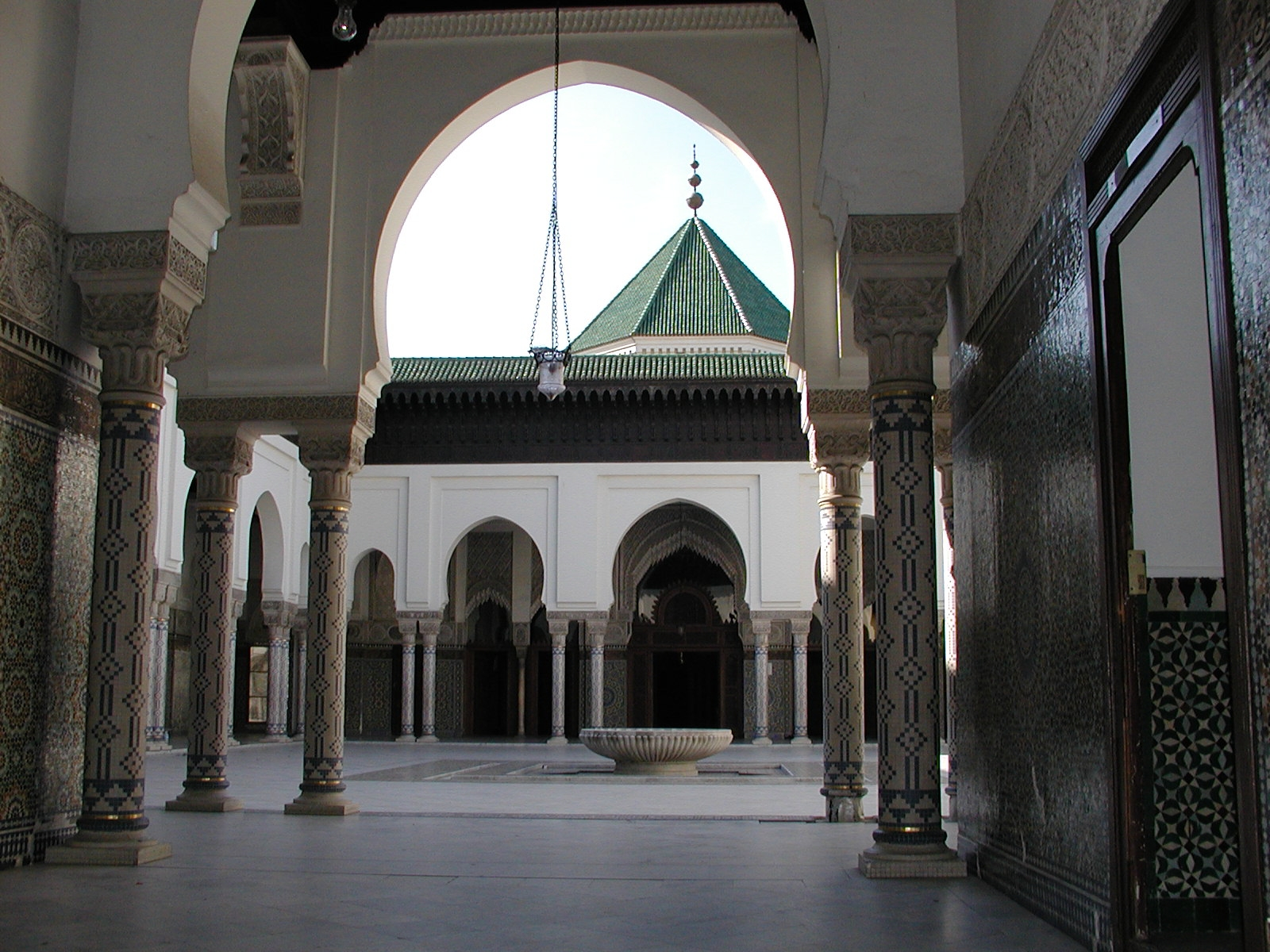
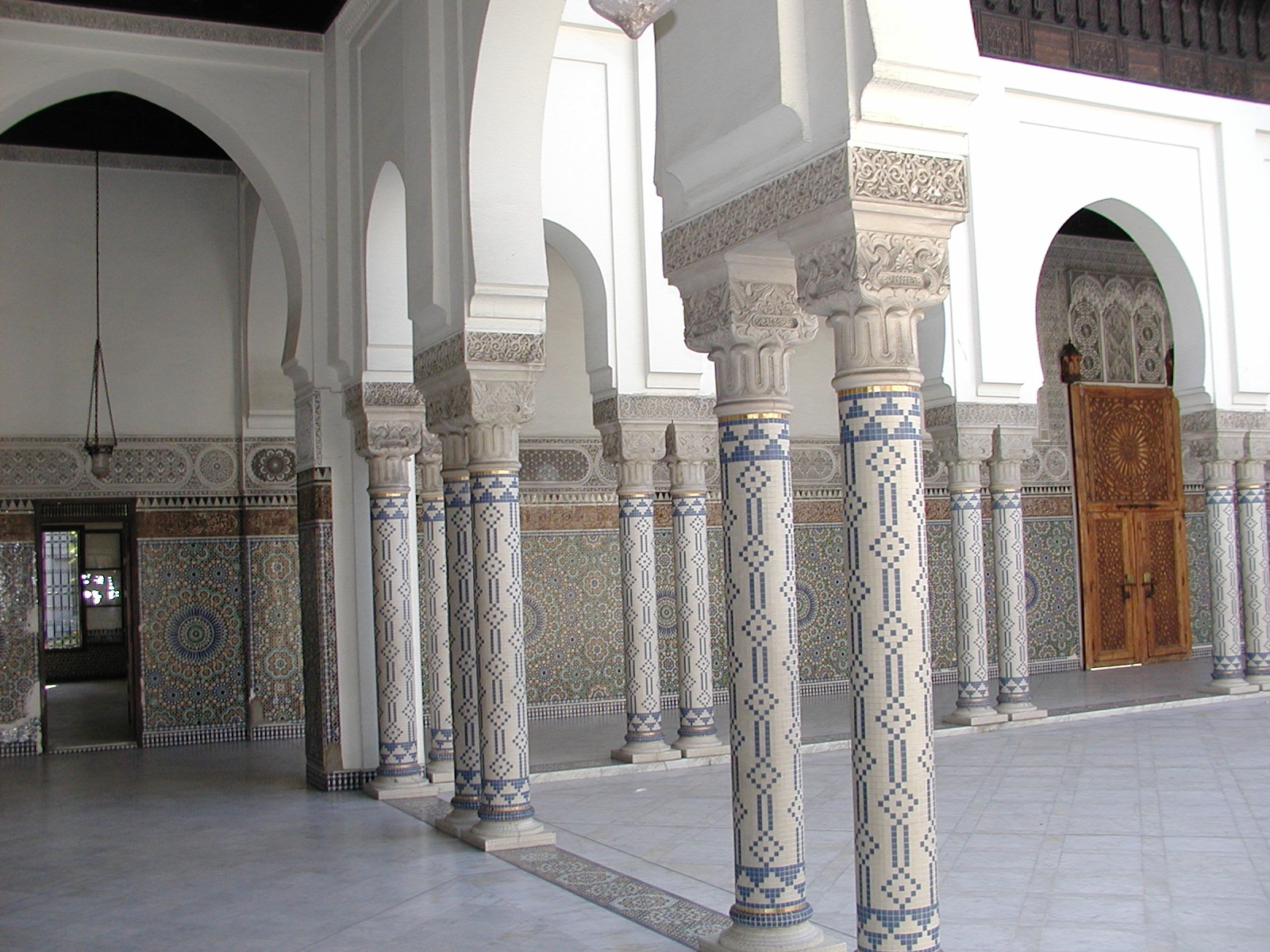
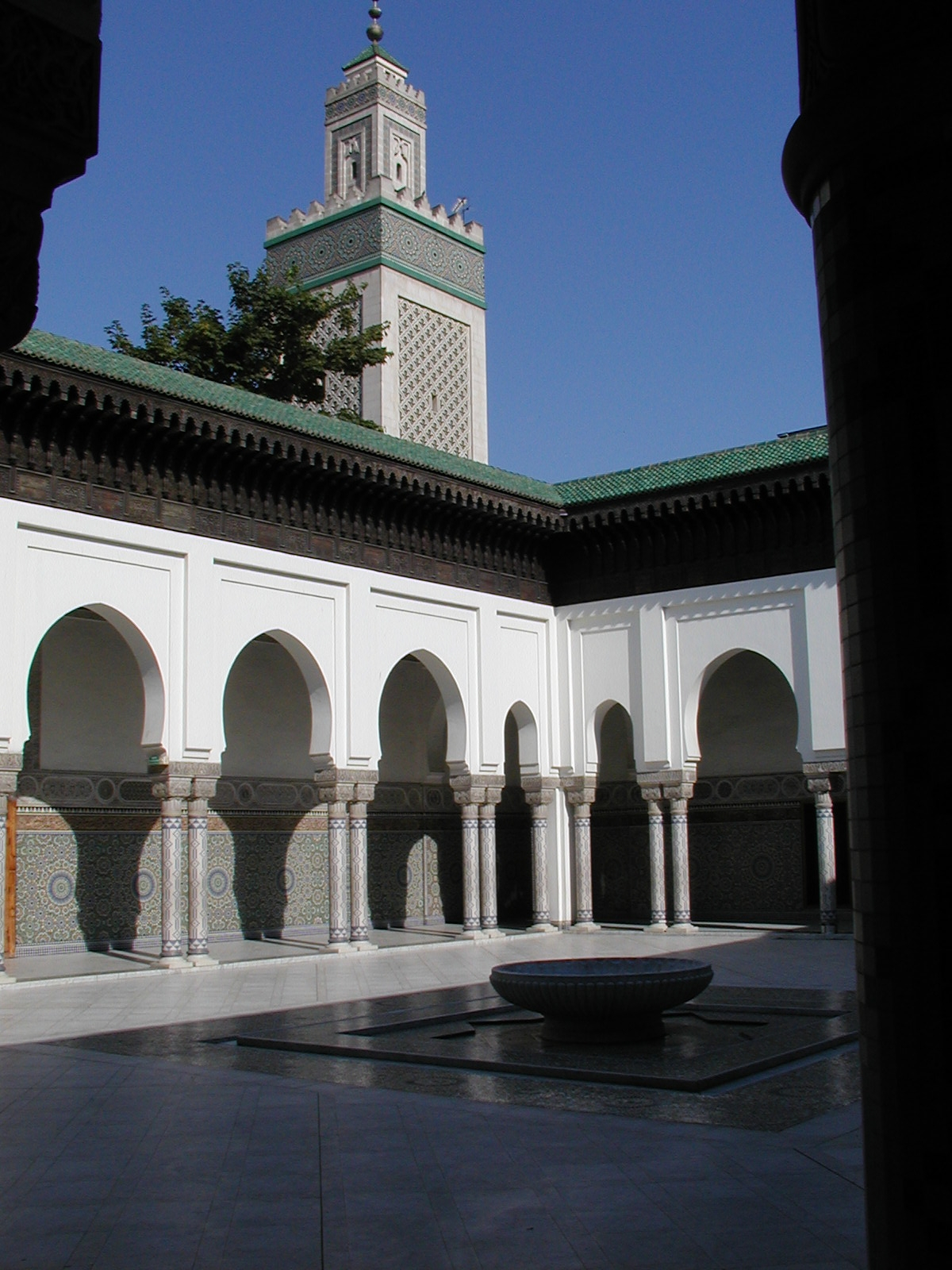
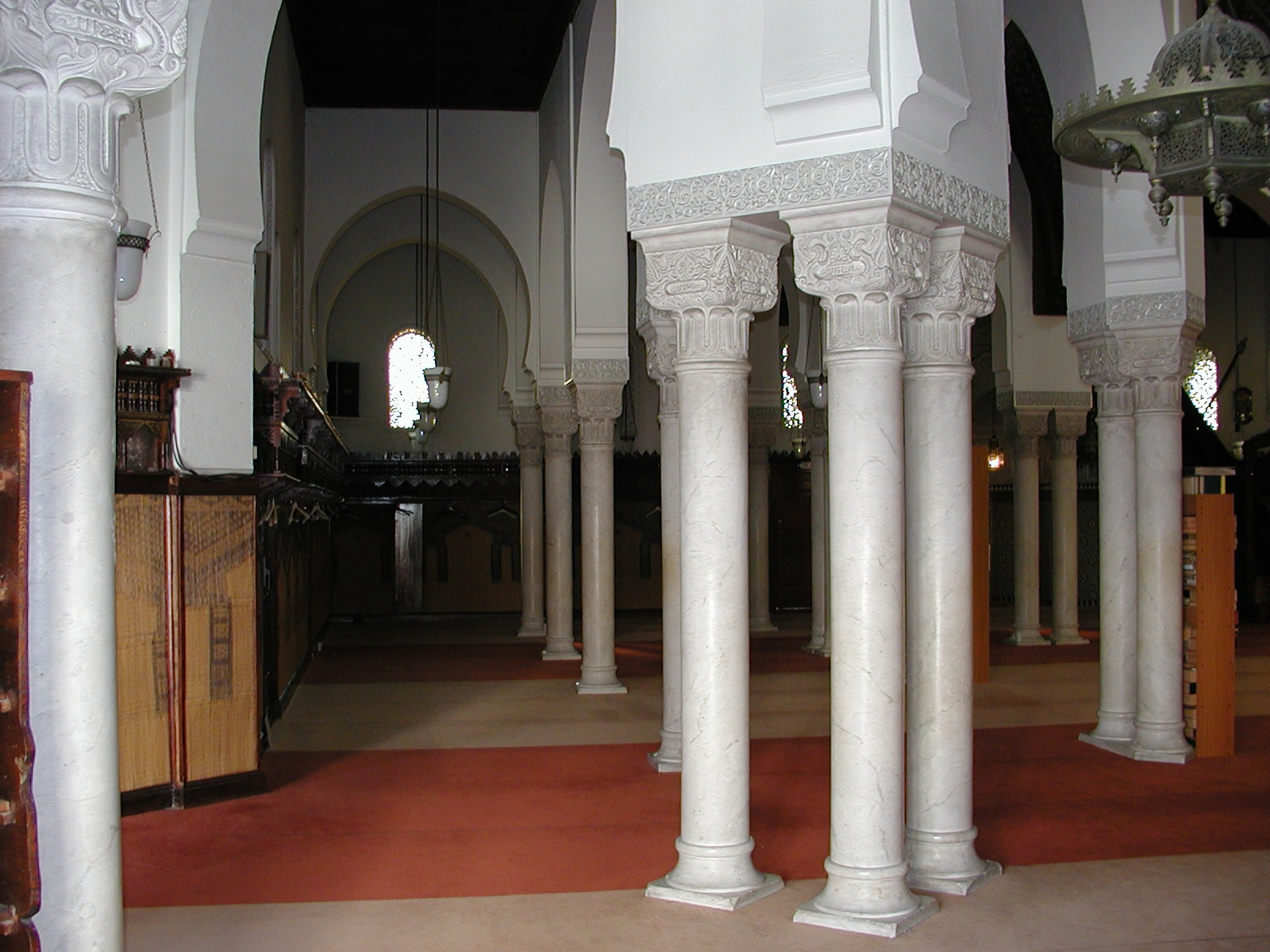
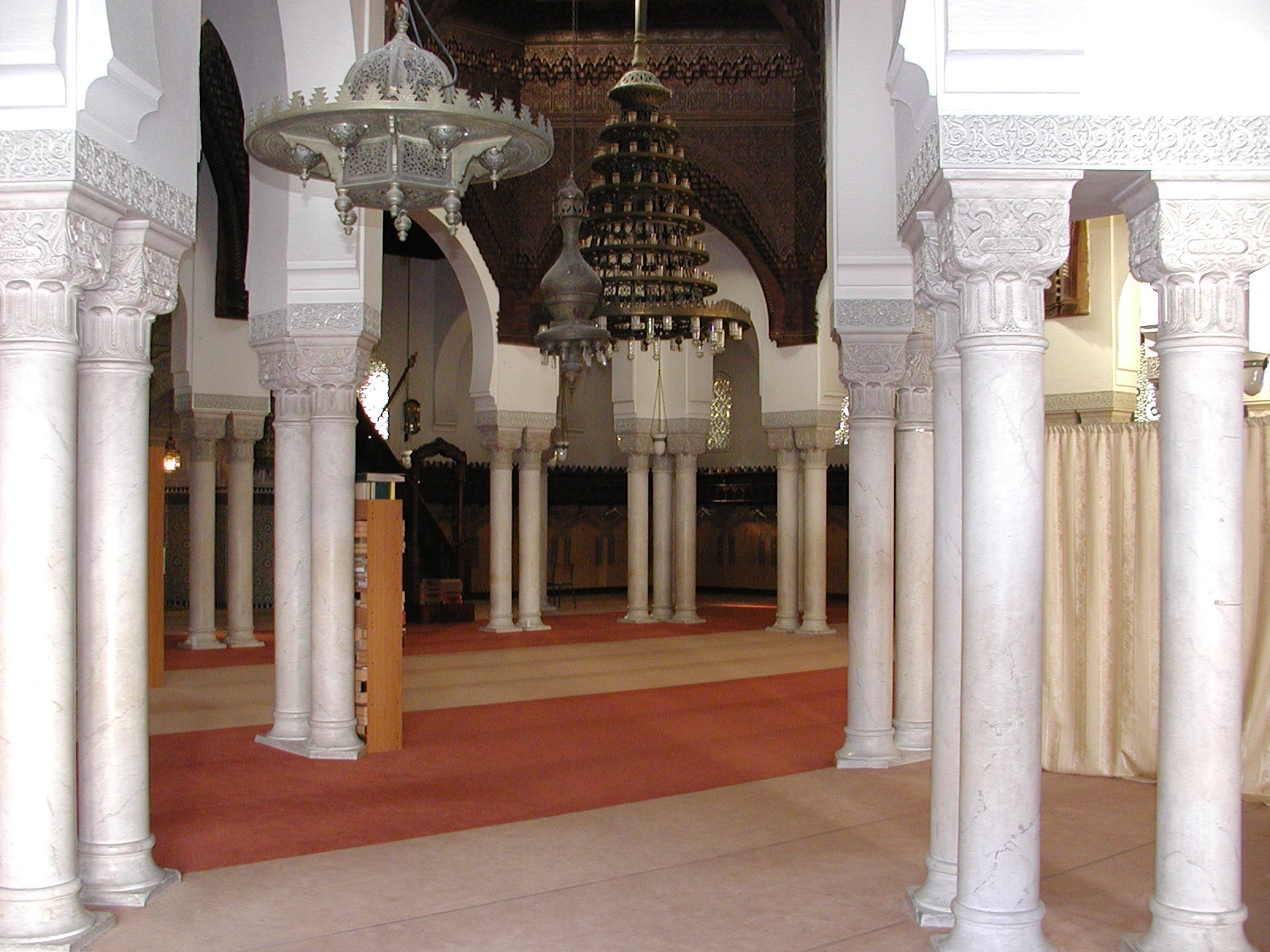